# Années 1640 av. J.-C.
Les années 1640 av. J.-C. couvrent les années de 1649 av. J.-C. à 1640 av. J.-C.

## Évènements
- 1649-1622 av. J.-C.[1] : règne de Bazaia, roi d’Assyrie[2].
- 1646-1626 av. J.-C.[1] : règne de Ammisaduqa, roi de Babylone[2].
- 1640 av. J.-C. : date possible de l'éruption de Santorin[3], indice d'explosivité volcanique (IEV) de 6-7 (autres dates possibles : 1628 et 1625 av. J.-C.).